# Robert Dreyfus (écrivain)
Robert Dreyfus (Paris, 13 mars 1873 - id., 17 juin 1939) est un journaliste et écrivain français, ami d'enfance de Marcel Proust.

## Biographie
Robert Dreyfus a connu Marcel Proust (de deux ans son aîné) durant son enfance. Ils poursuivent ensemble des études au lycée Condorcet. Avec d'autres enfants de la bourgeoisie du 8e arrondissement de Paris, ils se retrouvent dans les jardins des Champs-Élysées ou au parc Monceau pour jouer les jeudis après-midi. Comme il le décrit dans son livre de mémoires, le groupe de Condorcet comptait entre autres Marcel Proust, Jacques Bizet, Daniel Halévy, Maurice Herbette, Paul Bénazet, Léon Brunschvicg, Louis de la Salle et Jean de Tinan, à ces jeux se joignaient parfois Antoinette et Lucie Faure, Gabrielle Schartz ou Nelly et Marie de Benardaky. 
Condisciples à Condorcet, Robert Dreyfus était un des plus fidèles amis de Marcel Proust et, dès 1888, ils échangèrent une correspondance régulière car Proust s'absentait souvent du lycée à cause de sa santé fragile. Cette correspondance dura jusqu'en 1920 et Dreyfus, conscient dès le début de la notoriété future de son ami avait conservé toutes ces lettres qui lui permirent d'étayer le livre qu'il publia en 1926, Souvenirs sur Marcel Proust, accompagné de lettres inédites, une source précieuse sur la jeunesse de l'écrivain.
En 1892 et 1893, il fait partie du comité de rédaction de la petite revue Le Banquet où œuvraient aussi Daniel Halévy et Marcel Proust, ce dernier poursuivant des études discontinues en droit et à l'École des sciences politiques.
Il publia des essais dans les Cahiers de la Quinzaine dont un sur Gobineau en 1905, qui reçut un prix de l'Académie française en 1906.
Après avoir été mobilisé à Albi en 1914 en compagnie de Reynaldo Hahn, Robert Dreyfus mena une carrière de journaliste au Figaro.
De 1916 à 1919, il travaille au ministère des Affaires étrangères et obtient sa nomination comme chevalier de la Légion d'honneur en octobre 1920.

## Œuvres
- Souvenirs sur Marcel Proust, accompagné de lettres inédites, éditions Grasset, 1926 ; réédition dans la collection « Les Cahiers Rouges », Grasset, 2001 et 2012
- La Vie et les prophéties du comte de Gobineau, Cahiers de la Quinzaine, 1905
- Quarante-huit essais d'histoire contemporaine, 1907